# Dondușeni
Dondușeni – miasto w Mołdawii; stolica rejonu Dondușeni; 8 tys. mieszkańców (2006). Ośrodek przemysłu spożywczego.